# Pallava

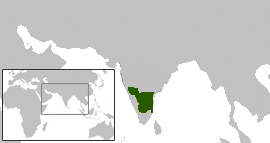
I Pallava nell'India meridionale

I Pallava furono una famiglia regnante tamil dell'India meridionale dal III al IX secolo.
Il loro regno fu spesso impegnato in lotte con i vicini regni dei Pandya e dei Chola.
Le città principali del loro regno furono la capitale Kanchipuram, Mahabalipuram che fu un importante porto e città d'arte per eccellenza, Panamalai, Tiruttani e altri centri dell'attuale Tamil Nadu.
Lo sviluppo artistico sotto i Pallava si inserisce nella strada della più generale arte dravidica.
I maggiori contributi si hanno tra il VII e il IX secolo con gli originali scavi di templi rupestri sotto Mahendravarman, con i carri processionali monolitici detti ratha e con gli importanti templi di Marasimhavarman.
Il principale esempio della scultura pallava consiste in un pannello di 30 m presso Mahabalipuram di cui abbiamo varie interpretazioni. Le più antiche pitture pallava sono state rinvenute nel grandioso tempio Kailasanatha dedicato a Shiva. Interessante è anche il caso di un ciclo di affreschi giainisti presenti in alcune grotte a Sittanavasal la cui attribuzione è però incerta tra Pandya e Pallava.
Alla morte dell'ultimo re nell'897, i territori vennero annessi ai domini dei Chola.

## Origini
Il nome Pallava deriva probabilmente da pallavam, che in sanscrito significa "ramo". Molti studiosi ritengono che fossero in effetti un ramo collaterale dei primi Chola.
La più antica testimonianza scritta attribuita ai Pallava sono alcune iscrizioni su tavolette di rame, scritte in pracrito e attribuite al re Skandavarman I, che avrebbe regnato nella seconda metà del III secolo d.C.

## Dal IV al VI secolo
Intorno al 350 d.C. salì al trono Vinusgopa, che fu sconfitto da Samudragupta il Grande, nella sua espansione verso sud. L'impero dei Pallava subì un contraccolpo, ma non scomparve.
In questo periodo, la capitale fu fissata a Kanchipuram.
Una cronologia alquanto incerta dei successori di Vinusgopa comprende:
- Kumaravishnu I (v. 355-v. 370)
- Skandavarman II (v. 370-v. 385)
- Viravarman (v. 385-v. 400)
- Skandavarman III (v. 400-v. 438)
- Simhavarman II (v. 438-v. 460)
- Skandavarman IV (v. 460-v. 480)
- Nandivarman I (v. 480-v. 500)
- Kumaravishnu II (v. 500-v. 520)
- Buddhavarman (v. 520-v. 540)
- Kumaravishnu III (v. 540-v. 550)
- Simhavarman III (v. 550-v. 574)

## Fioritura

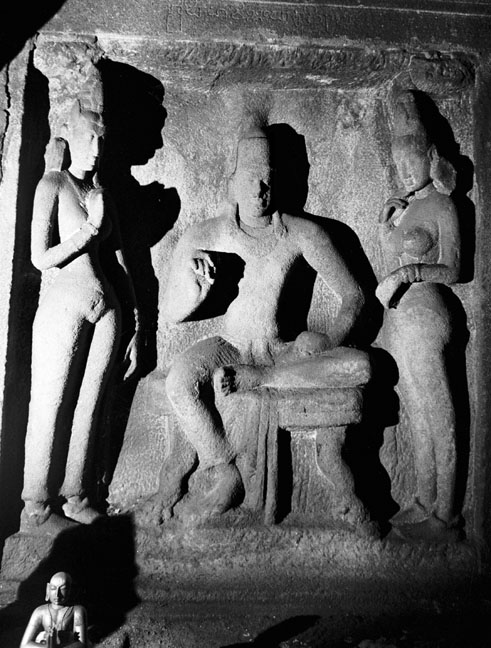
Il re Simhavisnu con le mogli

L'inizio del periodo più fiorente della dinastia Pallava può essere considerato il regno di Simhavisnu, che tradizionalmente è stato collocato tra il 575 e il 615 d.C.; oggi la maggior parte degli studiosi lo anticipa agli anni dal 555 e al 590 d.C. Simhavisnu sconfisse i Kalabhra e altri regni vicini, dando nuovo vigore all'impero Pallava.
Il figlio Mahendravarman I (dal 615 o dal 590 fino al 630 d.C.) fu anche un grande protettore delle arti, nonché letterato lui stesso. Gli vengono attribuiti, tra l'altro, i primi templi a Mahabalipuram, che raggiunse il massimo splendore con i suoi immediati successori.
Narasimhavarman I, detto anche Mamallan, regnò dal 630 al 668 d.C. e conseguì numerose vittorie contro i vicini, in particolare contro Pulakesi II. Fu anche lui un grande protettore delle arti. Il numero e lo splendore dei templi da lui costruiti a Mahabalipuram valsero alla cittadina il soprannome di Mamallapuram (da Mamallan).